# Lycée International de Saint-Germain-en-Laye
Das Lycée International de Saint-Germain-en-Laye ist eine allgemeinbildende Privatschule mit den Jahrgangsstufen 1 bis 12 sowie Kindergarten in Saint-Germain-en-Laye, 20 Kilometer westlich von Paris.
Mit seinen 14 Abteilungen (Britisches Englisch, Amerikanisches Englisch, Niederländisch, Schwedisch, Norwegisch, Dänisch, Spanisch, Portugiesisch, Italienisch, Polnisch, Russisch, Japanisch, Deutsch und Chinesisch) ist es die internationale Schule Europas mit den meisten ausländischen Abteilungen.
Das Lycée ist besonders dafür bekannt, dass die Erfolgsquote beim Baccalauréat in den vergangenen Jahren bei 100 Prozent lag, was nur bei den wenigsten französischen Lycées der Fall ist. Deswegen war das Lycée International auch 2006, 2007, 2008, 2009, 2010, und 2011 im nationalen Ranking der öffentlichen Lycées auf Platz 1 und insgesamt (mit privaten Lycées) auf Platz 3.

## Bilder

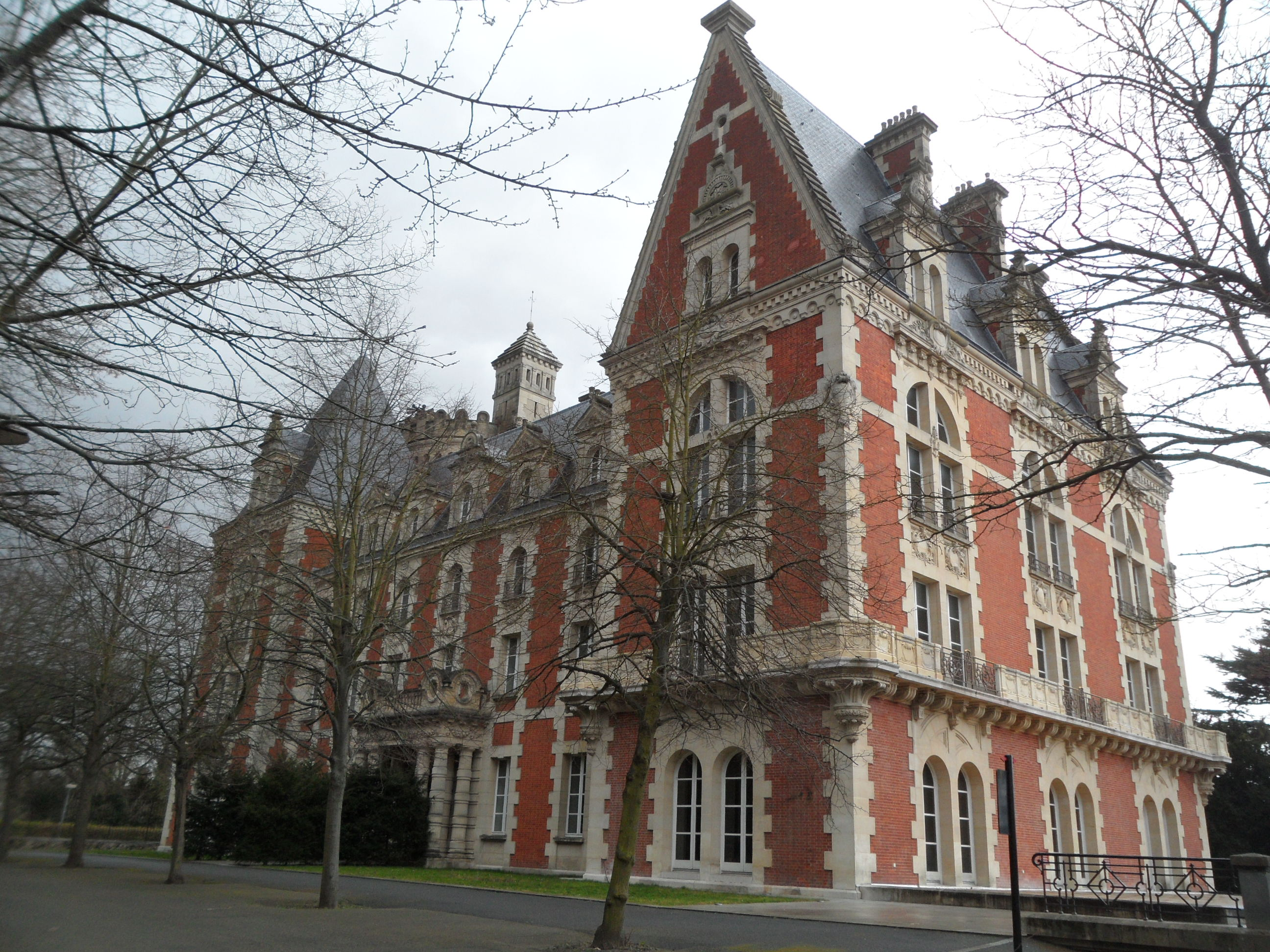
Château d’Hennemont
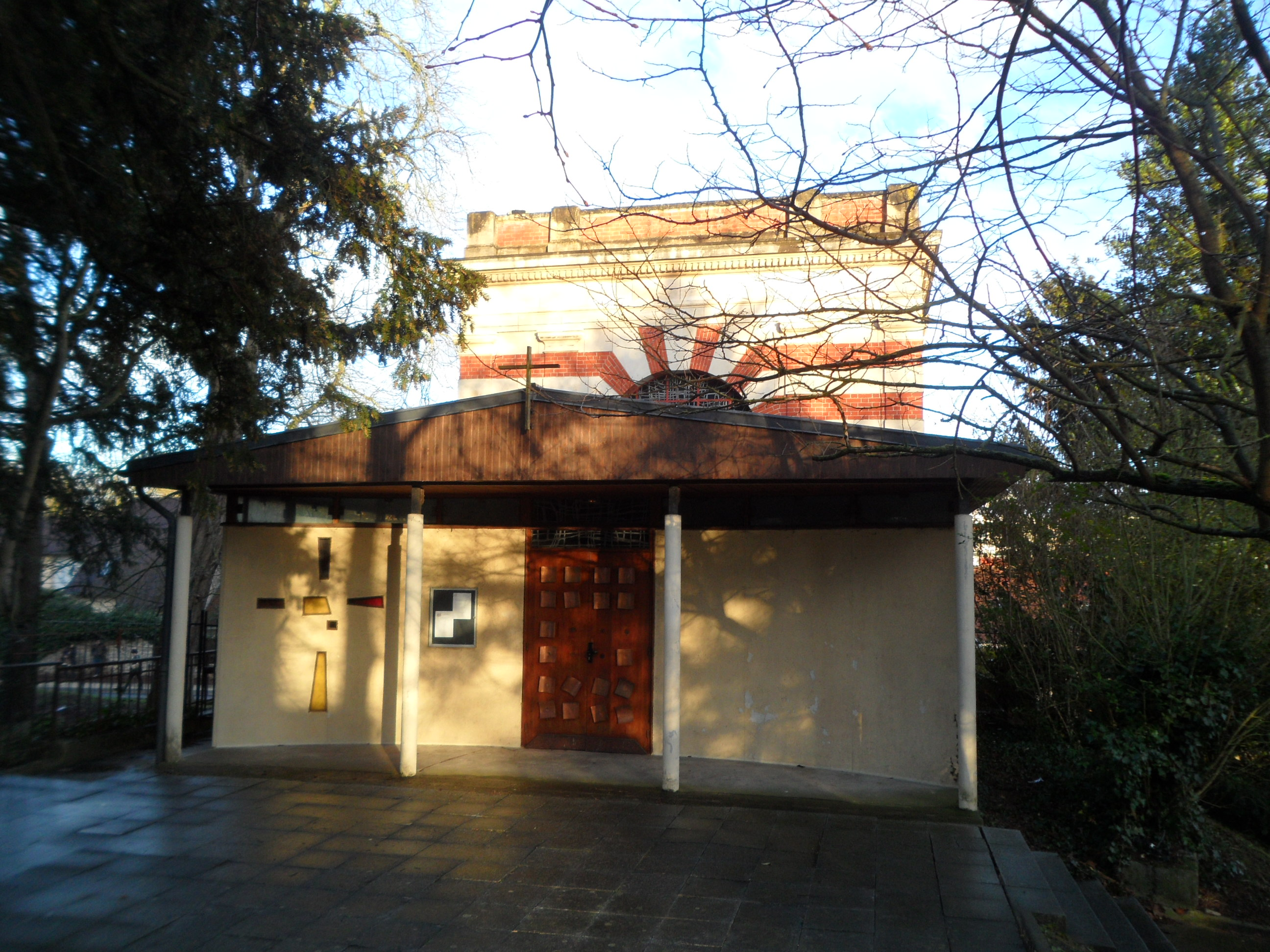
Kapelle
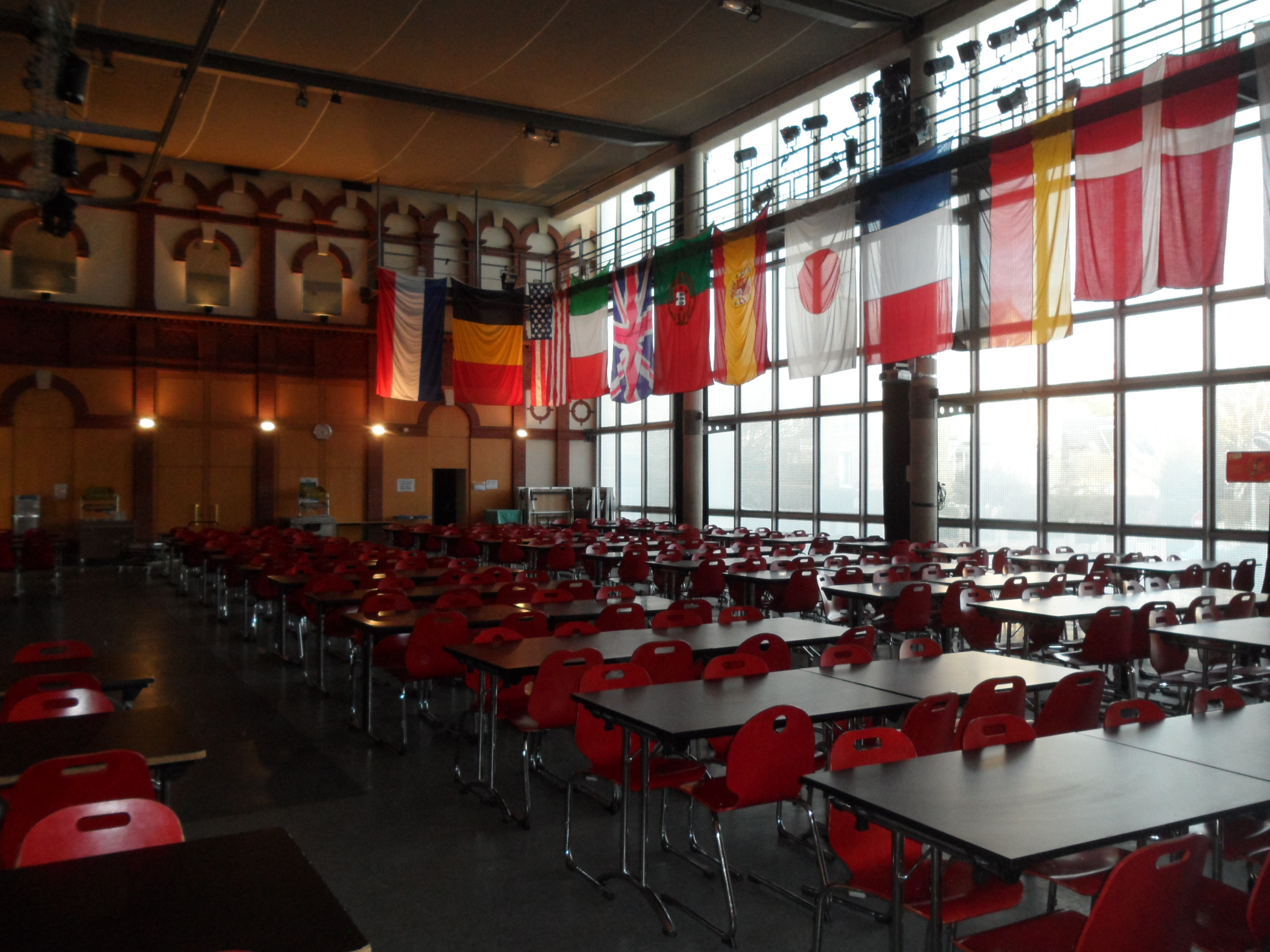
Kantine
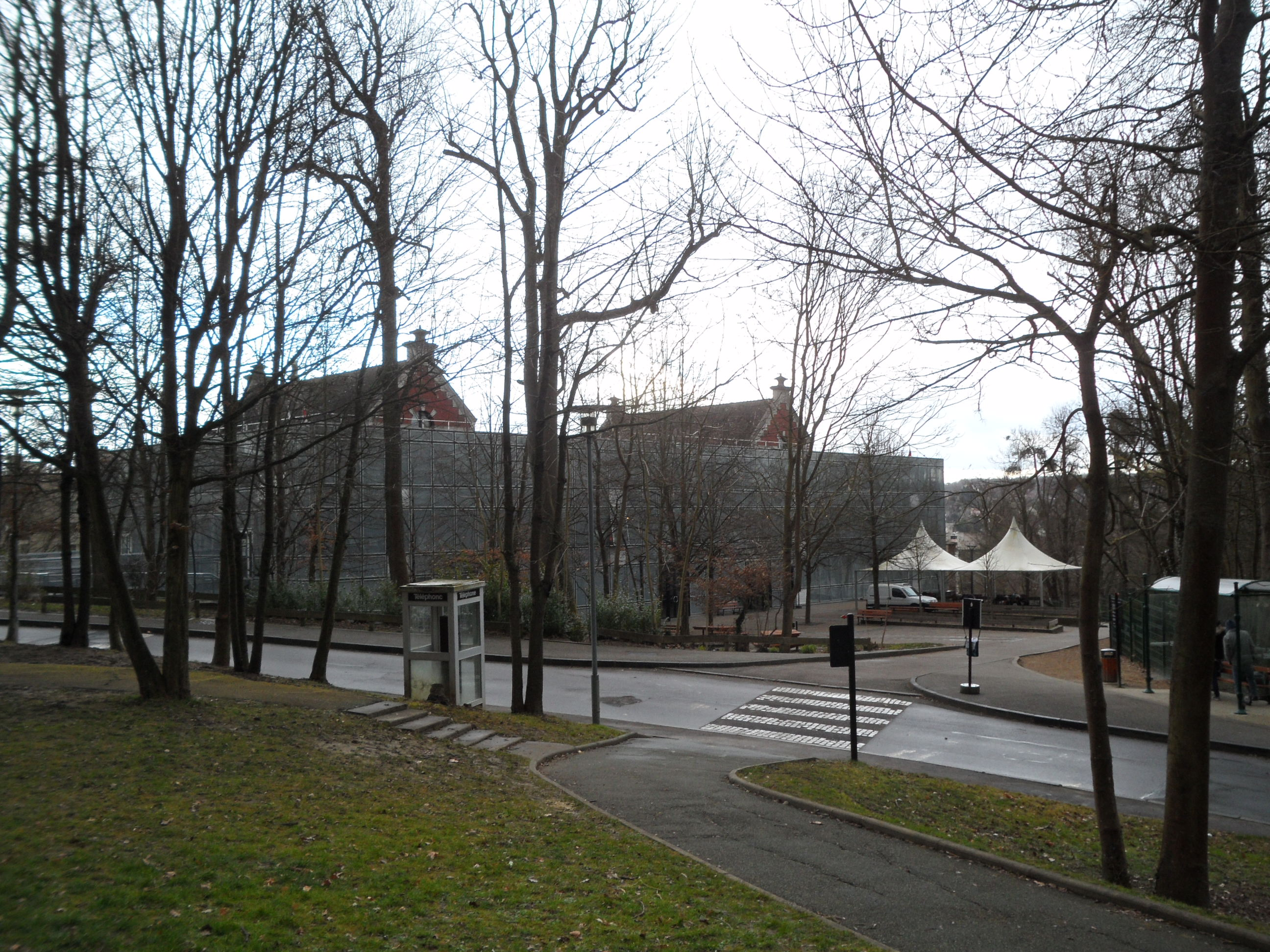
„Agora“